# Glen Thomson
Glen Edward Thomson (* 12. Juli 1973 in Dunedin) ist ein ehemaliger neuseeländischer Radrennfahrer, der auf Straße und Bahn erfolgreich war.
1994 errang Glen Thomson bei den Commonwealth Games in Victoria die Bronzemedaille in der Mannschaftsverfolgung, mit Brendon Cameron, Julian Dean und Lee Vertongen. 1995 gewann er das Sechstagerennen von Nouméa, mit Serge Barbara. 1998 holte er bei den Commonwealth Games in Kuala Lumpur Gold im Punktefahren. 2000 wurde Thomson neuseeländischer Meister im Straßenrennen sowie 2003 neuseeländischer Vizemeister im Scratch und jeweils Dritter im Punkte- sowie im Zweier-Mannschaftsfahren.